# Jang Hyung-seok
Jang Hyung-seok (ur. 7 lipca 1972) - były południowokoreański piłkarz grający na pozycji obrońcy, obecnie trener.

## Kariera klubowa
Jang Hyung-seok swoją karierę rozpoczął w klubie Ulsan Hyundai Horang-i w 1992 roku. Z klubem z Ulsan zdobył mistrzostwo Korei w 1996 roku. W 1999 przeszedł do Anyang LG Cheetahs, w którym grał do 2001 roku. Z Anyang LG Cheetahs zdobył mistrzostwo Korei w 2000 roku. W 2002 roku przeszedł do Bucheon SK, gdzie wkrótce zakończył karierę piłkarską zagrawszy 17 spotkań.

## Kariera reprezentacyjna
W 1997–1998 Jang Hyung-seok grał w reprezentacji Korei Południowej. W 1998 pojechał z reprezentacją na mundial do Francji. Na mundialu wystąpił w dwóch spotkaniach: z reprezentacją Meksyku oraz z reprezentacją Belgii. Łącznie w reprezentacji Korei Południowej zaliczył 10 spotkań i strzelił jedną bramkę.

## Kariera trenerska
Po zakończeniu kariery piłkarskiej Jang Hyung-seok został trenerem. W latach 2003–2006 trenował zespół Yeonhwa Elementary School. Od 2007 roku jest trenerem klubu BJFC.